# Hiszpania na Letnich Igrzyskach Olimpijskich 2020
Hiszpanię na Letnich Igrzyskach Olimpijskich 2020 reprezentowało 328 zawodników: 190 mężczyzn i 138 kobiet. Był to dwudziesty czwarty start reprezentacji Hiszpanii na letnich igrzyskach olimpijskich.

## Zdobyte medale[3]
| Medal  | Zawodnik | Dyscyplina          | Konkurencja                | Rezultat                                                                               | Data       |
| ------ | --- | ------------------- | -------------------------- | -------------------------------------------------------------------------------------- | ---------- |
| Złoto  | Fátima Gálvez, Alberto Fernández | Strzelectwo         | Trap mikst                 | W finale pokonali mikst z San Marinp 41:40                                             | 31 lipca   |
| Złoto  | Sandra Sánchez | Karate              | Kata kobiet                | W finale pokonała reprezentantkę Japonii iyou Shimizu                                  | 5 sierpnia |
| Złoto  | Alberto Ginés López | Wspinaczka sportowa | wspinaczka łączna mężczyzn |                                                                                        | 5 sierpnia |
| Srebro | Adriana Cerezo | Taekwondo           | kategoria do 49 kg kobiet  | W pojedynku o złoty medal uległa reprezentantce Tajlandii Panipak Wongpattanakit 10:11 | 24 lipca   |
| Srebro | Maialen Chourraut | Kajakarstwo górskie | K-1 kobiet                 | 106,63 pkt                                                                             | 27 lipca   |
| Srebro | Rayderley Zapata | Gimnastyka sportowa | ćwiczenia wolne mężczyzn   | 14,933 pkt                                                                             | 1 sierpnia |
| Srebro | Teresa Portela | Kajakarstwo         | K-1 200 m kobiet           | 38,883 s                                                                               | 3 sierpnia |
| Srebro | Damian Quintero | Karate              | Kata mężczyzn              | W finale uległ reprezentantowi Japonii Ryō Kiyuna                                      | 6 sierpnia |
| Srebro | Saúl Craviotto, Marcus Walz, Carlos Arévalo, Rodrigo Germade | Kajakarstwo         | K-4 500 m mężczyzn         | 1:22,445                                                                               | 7 sierpnia |
| Srebro | Marta Bach, Anna Espar, Clara Espar, Laura Ester, Judith Forca, Maica García, Irene González, Paula Leitón, Beatriz Ortiz, Pili Peña, Elena Ruiz, Elena Sánchez, Roser Tarragó | Piłka wodna         | turniej kobiet             | W finale uległy reprezentacji stanów Zjednoczonych 5:14                                | 7 sierpnia |
| Srebro | Unai Simón, Óscar Mingueza, Marc Cucurella, Pau Torres, Jesús Vallejo, Martín Zubimendi, Marco Asensio, Mikel Merino, Rafa Mir, Dani Ceballos, Mikel Oyarzabal, Eric García, Álvaro Fernández, Carlos Soler, Jon Moncayola, Pedri, Javi Puado, Óscar Gil, Dani Olmo, Juan Miranda, Bryan Gil, Iván Villar | Piłka nożna         | turniej mężczyzn           | W finale ulegli reprezentacji Brazylii 1:2                                             | 7 sierpnia |
| Brąz   | David Valero | Kolarstwo górskie   | Cross-contry mężczyzn      | 1:25:48                                                                                | 26 lipca   |
| Brąz   | Pablo Carreño-Busta | Tenis               | gra pojedyncza mężczyzn    | W meczu o brązowy medal pokonał Novak Đoković 2:1 (6:4, 6:7, 6:3)                      | 31 lipca   |
| Brąz   | Ana Peleteiro | Lekkoatletyka       | trójskok kobiet            | 14,87 m                                                                                | 1 sierpnia |
| Brąz   | Joan Cardona Méndez | Żeglarstwo          | klasa Finn                 | 51 pkt                                                                                 | 3 sierpnia |
| Brąz   | Jordi Xammar, Nicolás Rodríguez García-Paz | Żeglarstwo          | klasa 470 mężczyzn         | 55 pkt                                                                                 | 4 sierpnia |
| Brąz   | Gonzalo Pérez de Vargas, Eduardo Gurbindo, Jorge Maqueda, Ángel Fernández, Raúl Entrerríos, Alex Dujshebaev, Daniel Sarmiento, Rodrigo Corrales, Julen Aguinagalde, Ferran Solé, Adrian Figueras Trejo, Viran Morros, Antonio García Robledo, Aleix Gómez, Gedeón Guardiola, Miguel Sánchez-Migallón      | Piłka ręczna        | turniej mężczyzn           | W meczu o brązowy medal pokonali reprezentację Egiptu 33:31                            | 7 sierpnia |

## Skład kadry

### Badminton
| Zawodnik        | Konkurencja        | Faza grupowa                  | Faza grupowa                 | Faza grupowa     | Pozycja | 1/8              | Ćwierćfinały     | Półfinały        | Finał            | Finał   | Źródło            |
| Zawodnik        | Konkurencja        | Przeciwnik Wynik              | Przeciwnik Wynik             | Przeciwnik Wynik | Pozycja | Przeciwnik Wynik | Przeciwnik Wynik | Przeciwnik Wynik | Przeciwnik Wynik | Pozycja | Źródło            |
| --------------- | ------------------ | ----------------------------- | ---------------------------- | ---------------- | ------- | ---------------- | ---------------- | ---------------- | ---------------- | ------- | ----------------- |
| Pablo Abián     | gra pojedyncza (m) | Must 2-0 (21-7, 21-11)        | Chen Long 0-2 (11-21, 10-21) | N\A              | 2.      | NQ               | NQ               | NQ               | NQ               | 15.     | [ 4 ] [ 5 ] [ 6 ] |
| Clara Azurmendi | gra pojedyncza (k) | An Se-young 0-2 (13-21, 8-21) | Adesokan 2-0 (21-10, 21-2)   | N\A              | 2.      | NQ               | NQ               | NQ               | NQ               | 15.     | [ 7 ] [ 8 ] [ 9 ] |

### Boks
| Zawodnik            | Konkurencja             | 1/16             | 1/8              | Ćwierćfinał      | Półfinał         | Finał            | Finał   | Źródło |
| Zawodnik            | Konkurencja             | Przeciwnik Wynik | Przeciwnik Wynik | Przeciwnik Wynik | Przeciwnik Wynik | Przeciwnik Wynik | Miejsce | Źródło |
| ------------------- | ----------------------- | ---------------- | ---------------- | ---------------- | ---------------- | ---------------- | ------- | ------ |
| Gabriel Escobar     | waga musza mężczyzn     | Quiroga W 5-0    | Asеnow W 4-1     | Bıbosynov P 2-3  | NQ               | NQ               | 5.      | [ 10 ] |
| José Quiles         | waga piórkowa mężczyzn  | Walker P 0-5     | NQ               | NQ               | NQ               | NQ               | 17.     | [ 11 ] |
| Gazimagomed Jalidov | waga półciężka mężczyzn | Bye              | Aokuso W 3-2     | Chatajew P KO    | NQ               | NQ               | 5.      | [ 12 ] |
| Enmanuel Reyes      | waga ciężka mężczyzn    | Bye              | Lewit W KO       | La Cruz P 1-4    | NQ               | NQ               | 5.      | [ 13 ] |

### Gimnastyka
Mężczyźni
| Zawodnik       | Konkurencja        | Kwalifikacje | Kwalifikacje | Kwalifikacje | Kwalifikacje | Kwalifikacje | Kwalifikacje | Kwalifikacje | Finał    | Finał    | Finał    | Finał    | Finał    | Finał    | Finał | Pozycja | Źródło |
| Zawodnik       | Konkurencja        | Przyrząd     | Przyrząd     | Przyrząd     | Przyrząd     | Przyrząd     | Przyrząd     | Razem        | Przyrząd | Przyrząd | Przyrząd | Przyrząd | Przyrząd | Przyrząd | Razem | Pozycja | Źródło |
| Zawodnik       | Konkurencja        | F            | PH           | R            | V            | PB           | HB           | Razem        | F        | PH       | R        | V        | PB       | HB       | Razem | Pozycja | Źródło |
| -------------- | ------------------ | ------------ | ------------ | ------------ | ------------ | ------------ | ------------ | ------------ | -------- | -------- | -------- | -------- | -------- | -------- | ----- | ------- | ------ |
| Néstor Abad    | wielobój drużynowy | 13,666       | 11,466       | 11,966       | 13,000       | 14,800       | 13,133       | 78,031       | NQ       | NQ       | NQ       | NQ       | NQ       | NQ       | NQ    | 12.     | [ 14 ] |
| Thierno Diallo | wielobój drużynowy | 12,233       | 12,900       | 13,000       | 12,833       | 14,000       | 11,100       | 76,066       | NQ       | NQ       | NQ       | NQ       | NQ       | NQ       | NQ    | 12.     | [ 15 ] |
| Nicolau Mir    | wielobój drużynowy | 13,533       | 12,600       | 12,400       | 13,866       | 14,033       | 13,233       | 79,665       | NQ       | NQ       | NQ       | NQ       | NQ       | NQ       | NQ    | 12.     | [ 16 ] |
| Joel Plata     | wielobój drużynowy | 13,500       | 13,433       | 13,300       | 13,966       | 14,633       | 12,466       | 81,298       | NQ       | NQ       | NQ       | NQ       | NQ       | NQ       | NQ    | 12.     | [ 17 ] |
| Razem          | wielobój drużynowy | 40,699       | 38,933       | 38,700       | 40,832       | 43,466       | 38,832       | 241,462      | NQ       | NQ       | NQ       | NQ       | NQ       | NQ       | NQ    | 12.     | [ 18 ] |

| Zawodnik         | Konkurencja                 | Kwalifikacje | Kwalifikacje | Kwalifikacje | Kwalifikacje | Kwalifikacje | Kwalifikacje | Kwalifikacje | Kwalifikacje | Finał    | Finał    | Finał    | Finał    | Finał    | Finał    | Finał  | Finał   | Źródło |
| Zawodnik         | Konkurencja                 | Przyrząd     | Przyrząd     | Przyrząd     | Przyrząd     | Przyrząd     | Przyrząd     | Razem        | Pozycja      | Przyrząd | Przyrząd | Przyrząd | Przyrząd | Przyrząd | Przyrząd | Razem  | Pozycja | Źródło |
| Zawodnik         | Konkurencja                 | F            | PH           | R            | V            | PB           | HB           | Razem        | Pozycja      | F        | PH       | R        | V        | PB       | HB       | Razem  | Pozycja | Źródło |
| ---------------- | --------------------------- | ------------ | ------------ | ------------ | ------------ | ------------ | ------------ | ------------ | ------------ | -------- | -------- | -------- | -------- | -------- | -------- | ------ | ------- | ------ |
| Néstor Abad      | wielobój indywidualnie      | 13,666       | 11,466       | 11,966       | 13,000       | 14,800       | 13,133       | 78,031       | 53.          | NQ       | NQ       | NQ       | NQ       | NQ       | NQ       | NQ     | NQ      | [ 14 ] |
| Néstor Abad      | wielobój indywidualnie      | 13,666       | 11,466       | 11,966       | 13,000       | 14,800       | 13,133       | 78,031       | 53.          | NQ       | NQ       | NQ       | NQ       | NQ       | NQ       | NQ     | NQ      | [ 15 ] |
| Thierno Diallo   | wielobój indywidualnie      | 12,233       | 12,900       | 13,000       | 12,833       | 14,000       | 11,100       | 76,066       | 56.          | NQ       | NQ       | NQ       | NQ       | NQ       | NQ       | NQ     | NQ      | [ 16 ] |
| Joel Plata       | wielobój indywidualnie      | 13,500       | 13,433       | 13,300       | 13,966       | 14,633       | 12,466       | 81,298       | 37.          | NQ       | NQ       | NQ       | NQ       | NQ       | NQ       | NQ     | NQ      | [ 17 ] |
| Rayderley Zapata | ćwiczenia wolne             | 15,041       | N/A          | N/A          | N/A          | N/A          | N/A          | 15,041       | 4.           | 14,933   | N/A      | N/A      | N/A      | N/A      | N/A      | 14,933 | srebro  | [ 19 ] |
| Néstor Abad      | ćwiczenia wolne             | 13,666       | N/A          | N/A          | N/A          | N/A          | N/A          | 13,666       | 40.          | NQ       | NQ       | NQ       | NQ       | NQ       | NQ       | NQ     | NQ      | [ 14 ] |
| Nicolau Mir      | ćwiczenia wolne             | 13,533       | N/A          | N/A          | N/A          | N/A          | N/A          | 13,533       | 45.          | NQ       | NQ       | NQ       | NQ       | NQ       | NQ       | NQ     | NQ      | [ 16 ] |
| Joel Plata       | ćwiczenia wolne             | 13,500       | N/A          | N/A          | N/A          | N/A          | N/A          | 13,500       | 48.          | NQ       | NQ       | NQ       | NQ       | NQ       | NQ       | NQ     | NQ      | [ 17 ] |
| Thierno Diallo   | ćwiczenia wolne             | 12,233       | N/A          | N/A          | N/A          | N/A          | N/A          | 12,233       | 66.          | NQ       | NQ       | NQ       | NQ       | NQ       | NQ       | NQ     | NQ      | [ 15 ] |
| Néstor Abad      | ćwiczenia na poręczach      | N/A          | N/A          | N/A          | N/A          | 14,800       | N/A          | 14,800       | 23.          | NQ       | NQ       | NQ       | NQ       | NQ       | NQ       | NQ     | NQ      | [ 14 ] |
| Joel Plata       | ćwiczenia na poręczach      | N/A          | N/A          | N/A          | N/A          | 14,633       | N/A          | 14,633       | 30.          | NQ       | NQ       | NQ       | NQ       | NQ       | NQ       | NQ     | NQ      | [ 17 ] |
| Nicolau Mir      | ćwiczenia na poręczach      | N/A          | N/A          | N/A          | N/A          | 14,033       | N/A          | 14,033       | 43.          | NQ       | NQ       | NQ       | NQ       | NQ       | NQ       | NQ     | NQ      | [ 16 ] |
| Thierno Diallo   | ćwiczenia na poręczach      | N/A          | N/A          | N/A          | N/A          | 14,000       | N/A          | 14,000       | 46.          | NQ       | NQ       | NQ       | NQ       | NQ       | NQ       | NQ     | NQ      | [ 15 ] |
| Nicolau Mir      | ćwiczenia na drążku         | N/A          | N/A          | N/A          | N/A          | N/A          | 13,233       | 13,233       | 37.          | NQ       | NQ       | NQ       | NQ       | NQ       | NQ       | NQ     | NQ      | [ 16 ] |
| Néstor Abad      | ćwiczenia na drążku         | N/A          | N/A          | N/A          | N/A          | N/A          | 13,133       | 13,133       | 42.          | NQ       | NQ       | NQ       | NQ       | NQ       | NQ       | NQ     | NQ      | [ 14 ] |
| Joel Plata       | ćwiczenia na drążku         | N/A          | N/A          | N/A          | N/A          | N/A          | 12,466       | 12,466       | 62.          | NQ       | NQ       | NQ       | NQ       | NQ       | NQ       | NQ     | NQ      | [ 17 ] |
| Thierno Diallo   | ćwiczenia na drążku         | N/A          | N/A          | N/A          | N/A          | N/A          | 11,100       | 11,100       | 70.          | NQ       | NQ       | NQ       | NQ       | NQ       | NQ       | NQ     | NQ      | [ 15 ] |
| Joel Plata       | ćwiczenia na koniu z łękami | N/A          | 13,433       | N/A          | N/A          | N/A          | N/A          | 13,433       | 35.          | NQ       | NQ       | NQ       | NQ       | NQ       | NQ       | NQ     | NQ      | [ 17 ] |
| Thierno Diallo   | ćwiczenia na koniu z łękami | N/A          | 12,900       | N/A          | N/A          | N/A          | N/A          | 12,900       | 50.          | NQ       | NQ       | NQ       | NQ       | NQ       | NQ       | NQ     | NQ      | [ 15 ] |
| Nicolau Mir      | ćwiczenia na koniu z łękami | N/A          | 12,600       | N/A          | N/A          | N/A          | N/A          | 12,600       | 58.          | NQ       | NQ       | NQ       | NQ       | NQ       | NQ       | NQ     | NQ      | [ 16 ] |
| Néstor Abad      | ćwiczenia na koniu z łękami | N/A          | 11,466       | N/A          | N/A          | N/A          | N/A          | 11,466       | 71.          | NQ       | NQ       | NQ       | NQ       | NQ       | NQ       | NQ     | NQ      | [ 14 ] |
| Joel Plata       | ćwiczenia na kółkach        | N/A          | N/A          | 13,300       | N/A          | N/A          | N/A          | 13,300       | 50.          | NQ       | NQ       | NQ       | NQ       | NQ       | NQ       | NQ     | NQ      | [ 17 ] |
| Thierno Diallo   | ćwiczenia na kółkach        | N/A          | N/A          | 13,000       | N/A          | N/A          | N/A          | 13,000       | 58.          | NQ       | NQ       | NQ       | NQ       | NQ       | NQ       | NQ     | NQ      | [ 15 ] |
| Nicolau Mir      | ćwiczenia na kółkach        | N/A          | N/A          | 12,400       | N/A          | N/A          | N/A          | 12,400       | 67.          | NQ       | NQ       | NQ       | NQ       | NQ       | NQ       | NQ     | NQ      | [ 16 ] |
| Néstor Abad      | ćwiczenia na kółkach        | N/A          | N/A          | 11,966       | N/A          | N/A          | N/A          | 11,966       | 69.          | NQ       | NQ       | NQ       | NQ       | NQ       | NQ       | NQ     | NQ      | [ 14 ] |
| Nicolau Mir      | skoki                       | N/A          | N/A          | N/A          | 14,133       | N/A          | N/A          | 14,133       | 13.          | NQ       | NQ       | NQ       | NQ       | NQ       | NQ       | NQ     | NQ      | [ 16 ] |
| Rayderley Zapata | skoki                       | DNS          | DNS          | DNS          | DNS          | DNS          | DNS          | DNS          | DNS          | NQ       | NQ       | NQ       | NQ       | NQ       | NQ       | NQ     | NQ      | [ 19 ] |

Kobiety
| Zawodniczka     | Konkurencja        | Kwalifikacje | Kwalifikacje | Kwalifikacje | Kwalifikacje | Kwalifikacje | Finał    | Finał    | Finał    | Finał    | Finał | Pozycja | Źródło |
| Zawodniczka     | Konkurencja        | Przyrząd     | Przyrząd     | Przyrząd     | Przyrząd     | Razem        | Przyrząd | Przyrząd | Przyrząd | Przyrząd | Razem | Pozycja | Źródło |
| Zawodniczka     | Konkurencja        | V            | UB           | BB           | F            | Razem        | V        | UB       | BB       | F        | Razem | Pozycja | Źródło |
| --------------- | ------------------ | ------------ | ------------ | ------------ | ------------ | ------------ | -------- | -------- | -------- | -------- | ----- | ------- | ------ |
| Laura Bechdejú  | wielobój drużynowy | 13,533       | 12,700       | 12,666       | 12,300       | 51,199       | NQ       | NQ       | NQ       | NQ       | NQ    | 12.     | [ 20 ] |
| Marina González | wielobój drużynowy | 13,233       | 11,033       | 12,366       | 12,866       | 49,498       | NQ       | NQ       | NQ       | NQ       | NQ    | 12.     | [ 21 ] |
| Alba Petisco    | wielobój drużynowy | 13,466       | 12,866       | 11,700       | 12,566       | 50,598       | NQ       | NQ       | NQ       | NQ       | NQ    | 12.     | [ 22 ] |
| Roxana Popa     | wielobój drużynowy | 14,300       | 14,400       | 12,866       | 12,533       | 54,099       | NQ       | NQ       | NQ       | NQ       | NQ    | 12.     | [ 23 ] |
| Razem           | wielobój drużynowy | 41,299       | 39,966       | 37,898       | 37,965       | 157,128      | NQ       | NQ       | NQ       | NQ       | NQ    | 12.     | [ 18 ] |

| Zawodniczka     | Konkurencja             | Kwalifikacje | Kwalifikacje | Kwalifikacje | Kwalifikacje | Kwalifikacje | Kwalifikacje | Finał     | Finał     | Finał     | Finał     | Finał  | Finał   | Źródło |
| Zawodniczka     | Konkurencja             | Przyrządy    | Przyrządy    | Przyrządy    | Przyrządy    | Razem        | Pozycja      | Przyrządy | Przyrządy | Przyrządy | Przyrządy | Razem  | Pozycja | Źródło |
| Zawodniczka     | Konkurencja             | V            | UB           | BB           | F            | Razem        | Pozycja      | V         | UB        | BB        | F         | Razem  | Pozycja | Źródło |
| --------------- | ----------------------- | ------------ | ------------ | ------------ | ------------ | ------------ | ------------ | --------- | --------- | --------- | --------- | ------ | ------- | ------ |
| Roxana Popa     | wielobój indywidualnie  | 14,300       | 14,400       | 12,866       | 12,533       | 54,099       | 21.          | 14,600    | 12,100    | 11,700    | 13,133    | 51,533 | 22.     | [ 23 ] |
| Laura Bechdejú  | wielobój indywidualnie  | 13,533       | 12,700       | 12,666       | 12,300       | 51,199       | 53.          | NQ        | NQ        | NQ        | NQ        | NQ     | NQ      | [ 20 ] |
| Alba Petisco    | wielobój indywidualnie  | 13,466       | 12,866       | 11,700       | 12,566       | 50,598       | 57.          | NQ        | NQ        | NQ        | NQ        | NQ     | NQ      | [ 22 ] |
| Marina González | wielobój indywidualnie  | 13,233       | 11,033       | 12,366       | 12,866       | 49,498       | 63.          | NQ        | NQ        | NQ        | NQ        | NQ     | NQ      | [ 21 ] |
| Roxana Popa     | ćwiczenia na poręczach  | N/A          | 14,400       | N/A          | N/A          | 14,400       | 15.          | NQ        | NQ        | NQ        | NQ        | NQ     | NQ      | [ 23 ] |
| Alba Petisco    | ćwiczenia na poręczach  | N/A          | 12,866       | N/A          | N/A          | 12,866       | 51.          | NQ        | NQ        | NQ        | NQ        | NQ     | NQ      | [ 22 ] |
| Laura Bechdejú  | ćwiczenia na poręczach  | N/A          | 12,700       | N/A          | N/A          | 12,700       | 56.          | NQ        | NQ        | NQ        | NQ        | NQ     | NQ      | [ 20 ] |
| Marina González | ćwiczenia na poręczach  | N/A          | 11,033       | N/A          | N/A          | 11,033       | 81.          | NQ        | NQ        | NQ        | NQ        | NQ     | NQ      | [ 21 ] |
| Roxana Popa     | ćwiczenia na równoważni | N/A          | N/A          | 12,866       | N/A          | 12,866       | 40.          | NQ        | NQ        | NQ        | NQ        | NQ     | NQ      | [ 23 ] |
| Laura Bechdejú  | ćwiczenia na równoważni | N/A          | N/A          | 12,666       | N/A          | 12,666       | 45.          | NQ        | NQ        | NQ        | NQ        | NQ     | NQ      | [ 20 ] |
| Marina González | ćwiczenia na równoważni | N/A          | N/A          | 12,366       | N/A          | 12,366       | 55.          | NQ        | NQ        | NQ        | NQ        | NQ     | NQ      | [ 21 ] |
| Alba Petisco    | ćwiczenia na równoważni | N/A          | N/A          | 11,700       | N/A          | 11,700       | 73.          | NQ        | NQ        | NQ        | NQ        | NQ     | NQ      | [ 22 ] |
| Marina González | ćwiczenia wolne         | N/A          | N/A          | N/A          | 12,866       | 12,866       | 36.          | NQ        | NQ        | NQ        | NQ        | NQ     | NQ      | [ 21 ] |
| Alba Petisco    | ćwiczenia wolne         | N/A          | N/A          | N/A          | 12,566       | 12,566       | 53.          | NQ        | NQ        | NQ        | NQ        | NQ     | NQ      | [ 22 ] |
| Roxana Popa     | ćwiczenia wolne         | N/A          | N/A          | N/A          | 12,533       | 12,533       | 55.          | NQ        | NQ        | NQ        | NQ        | NQ     | NQ      | [ 23 ] |
| Laura Bechdejú  | ćwiczenia wolne         | N/A          | N/A          | N/A          | 12,300       | 12,300       | 62.          | NQ        | NQ        | NQ        | NQ        | NQ     | NQ      | [ 20 ] |

### Golf
| Zawodnik        | Konkurencja | Runda 1 | Runda 2 | Runda 3 | Runda 4 | Łącznie | Łącznie | Łącznie | Źródło |
| Zawodnik        | Konkurencja | Wynik   | Wynik   | Wynik   | Wynik   | Wynik   | Par     | Pozycja | Źródło |
| --------------- | ----------- | ------- | ------- | ------- | ------- | ------- | ------- | ------- | ------ |
| Carlota Ciganda | kobiety     | 68      | 73      | 70      | 69      | 279     | – 4     | 29.     | [ 24 ] |
| Azahara Muñoz   | kobiety     | 69      | 76      | 73      | 72      | 290     | +6      | 50.     | [ 24 ] |
| Adri Arnaus     | Mężczyźni   | 68      | 69      | 74      | 67      | 278     | – 6     | 38.     | [ 25 ] |
| Jorge Campillo  | Mężczyźni   | 70      | 75      | 69      | 75      | 289     | +5      | 59.     | [ 25 ] |

### Hokej na trawie
Turniej kobiet
- Reprezentacja kobiet

| - María Ruiz - Laura Barrios - Clara Ycart - Carlota Petchamé - María López García - Berta Bonastre - Carmen Cano - Belén Iglesias - Candela Mejías |  | - Lola Riera - Julia Pons - Begoña García Grau - Xantal Giné - Beatriz Pérez - Georgina Oliva - Alejandra Torres-Quevedo - Alicia Magaz - Lucía Jiménez Vicente |

| Drużyna   | Konkurencja | Faza grupowa     | Faza grupowa     | Faza grupowa      | Faza grupowa     | Faza grupowa     | Faza grupowa | Ćwierćfinały        | Półfinały        | Finał            | Pozycja | Źródło |
| Drużyna   | Konkurencja | Przeciwnik Wynik | Przeciwnik Wynik | Przeciwnik Wynik  | Przeciwnik Wynik | Przeciwnik Wynik | Pozycja      | Przeciwnik Wynik    | Przeciwnik Wynik | Przeciwnik Wynik | Pozycja | Źródło |
| --------- | ----------- | ---------------- | ---------------- | ----------------- | ---------------- | ---------------- | ------------ | ------------------- | ---------------- | ---------------- | ------- | ------ |
| Hiszpania | kobiety     | Australia 1:3    | Argentyna 0:3    | Nowa Zelandia 2:1 | Chiny 2:0        | Japonia 4:1      | 2.           | Wielka Brytania 2:2 | NQ               | NQ               | 7.      | [ 27 ] |

Turniej mężczyzn
- Reprezentacja mężczyzn

| - Francisco Cortés Juncosa - Alejandro Alonso - Josep Romeu - Ricardo Sánchez - Marc Salles - Miquel Delas - Enrique González - Álvaro Iglesias - David Alegre |  | - Roc Oliva - Marc Recasens - Llorenç Piera - Xavi Lleonart - José Basterra - Viçens Ruiz - lbert Béltran - Pau Quemada - Marc Boltó |

| Drużyna   | Konkurencja | Faza grupowa     | Faza grupowa      | Faza grupowa     | Faza grupowa     | Faza grupowa     | Faza grupowa | Ćwierćfinały     | Półfinały        | Finał            | Pozycja | Źródło |
| Drużyna   | Konkurencja | Przeciwnik Wynik | Przeciwnik Wynik  | Przeciwnik Wynik | Przeciwnik Wynik | Przeciwnik Wynik | Pozycja      | Przeciwnik Wynik | Przeciwnik Wynik | Przeciwnik Wynik | Pozycja | Źródło |
| --------- | ----------- | ---------------- | ----------------- | ---------------- | ---------------- | ---------------- | ------------ | ---------------- | ---------------- | ---------------- | ------- | ------ |
| Hiszpania | mężczyźni   | Argentyna 1:1    | Nowa Zelandia 3:4 | Indie 0:3        | Japonia 4:1      | Australia 1:1    | 4.           | Belgia 1:3       | NQ               | NQ               | 8.      | [ 28 ] |

### Jeździectwo
Ujeżdżenie
| Zawodnik                                                    | Koń                      | Konkurencja                 | Grand Prix | Grand Prix | Grand Prix Special | Grand Prix Special | Finał  | Finał | Źródło               |
| Zawodnik                                                    | Koń                      | Konkurencja                 | Wynik      | Poz.       | Wynik              | Poz.               | Wynik  | Poz.  | Źródło               |
| ----------------------------------------------------------- | ------------------------ | --------------------------- | ---------- | ---------- | ------------------ | ------------------ | ------ | ----- | -------------------- |
| Beatriz Ferrer-Salat                                        | Ujeżdżenie indywidualnie | Elegance                    | 72,096     | 18.        | 74,894             | 16.                | 77,532 | 17.   | [ 29 ] [ 30 ] [ 31 ] |
| José Antonio García Mena                                    | Ujeżdżenie indywidualnie | Sorento 15                  | 69,146     | 32.        | 73,754             | 19.                | NQ     | NQ    | [ 29 ] [ 30 ] [ 31 ] |
| Severo Jurado                                               | Ujeżdżenie indywidualnie | Fendi T                     | 68,370     | 38.        | 70,152             | 21.                | NQ     | NQ    | [ 29 ] [ 30 ] [ 31 ] |
| Beatriz Ferrer-Salat José Antonio García Mena Severo Jurado | ujeżdżenie drużynowe     | Elegance Sorento 15 Fendi T | 6749,5     | 8.         | N/A                | N/A                | 7198,5 | 7.    | [ 32 ]               |

Skoki przez przeszkody
| Zawodnik              | Konkurencja   | Koń    | Kwalifikacje | Kwalifikacje | Kwalifikacje | Kwalifikacje | Finał      | Finał       | Finał   | Pozycja | Źródło        |
| Zawodnik              | Konkurencja   | Koń    | Kary         | Kary         | Łącznie      | Pozycja      | Kary       | Kary        | Łącznie | Pozycja | Źródło        |
| Zawodnik              | Konkurencja   | Koń    | Przeszkody   | Limit czasu  | Łącznie      | Pozycja      | Przeszkody | Limit czasu | Łącznie | Pozycja | Źródło        |
| --------------------- | ------------- | ------ | ------------ | ------------ | ------------ | ------------ | ---------- | ----------- | ------- | ------- | ------------- |
| Eduardo Álvarez Aznar | indywidualnie | Legend | 4            | 0            | 4            | 31.          | NQ         | NQ          | NQ      | NQ      | [ 33 ] [ 34 ] |

WKKW
| Zawodnik         | Konkurencja   | Koń               | Ujeżdżenie | Cross country | Skoki (runda kwalifikacyjna) | Razem  | Skoki (runda finałowa) | Finał  | Pozycja | Źródło |
| ---------------- | ------------- | ----------------- | ---------- | ------------- | ---------------------------- | ------ | ---------------------- | ------ | ------- | ------ |
| Francisco Gaviño | indywidualnie | Source de la Faye | 47,70      | 75,60         | 12,00                        | 135,30 | NQ                     | 135,30 | 44.     | [ 35 ] |

### Judo
| Zawodnik                | Konkurencja | 1/16                | 1/8                 | Ćwierćfinał         | Półfinał            | Repasaże            | Finał / 3. miejsce  | Finał / 3. miejsce | Źródła |
| Zawodnik                | Konkurencja | Przeciwniczka Wynik | Przeciwniczka Wynik | Przeciwniczka Wynik | Przeciwniczka Wynik | Przeciwniczka Wynik | Przeciwniczka Wynik | Pozycja            | Źródła |
| ----------------------- | ----------- | ------------------- | ------------------- | ------------------- | ------------------- | ------------------- | ------------------- | ------------------ | ------ |
| Francisco Garrigós      | -60 kg (m)  | N/A                 | Mkheidze P 00-01    | NQ                  | NQ                  | NQ                  | NQ                  | 9.                 | [ 36 ] |
| Alberto Gaitero         | -66 kg (m)  | Zantaraja P 00-01   | NQ                  | NQ                  | NQ                  | NQ                  | NQ                  | 17.                | [ 37 ] |
| Nikoloz Sherazadishvili | -90 kg (m)  | Altanbagana W 01-00 | Nyman W 10-00       | Igolnikow P 00-10   | NQ                  | Bobonov P 00-01     | NQ                  | 7.                 | [ 38 ] |
| Julia Figueroa          | -48 kg (k)  | Şentürk W 10-00     | Rishony P 00-10     | NQ                  | NQ                  | NQ                  | NQ                  | 9.                 | [ 39 ] |
| Ana Pérez               | -52 kg (k)  | Kocher P 00-01      | NQ                  | NQ                  | NQ                  | NQ                  | NQ                  | 17.                | [ 40 ] |
| Cristina Cabaña         | -63 kg (k)  | Watanabe W 10-00    | Trstenjak P 00-10   | NQ                  | NQ                  | NQ                  | NQ                  | 9.                 | [ 41 ] |
| María Bernabéu          | -70 kg (k)  | Tajmazowa P 00-10   | NQ                  | NQ                  | NQ                  | NQ                  | NQ                  | 17.                | [ 42 ] |

### Kajakarstwo
| Zawodnik                                                  | Konkurencja    | Eliminacje | Eliminacje | Ćwierćfinały | Ćwierćfinały | Półfinały | Półfinały | Finały           | Finały  | Pozycja | Źródło |
| Zawodnik                                                  | Konkurencja    | Czas       | Pozycja    | Czas         | Pozycja      | Czas      | Pozycja   | Czas             | Pozycja | Pozycja | Źródło |
| --------------------------------------------------------- | -------------- | ---------- | ---------- | ------------ | ------------ | --------- | --------- | ---------------- | ------- | ------- | ------ |
| Saúl Craviotto                                            | K-1 200 m (m)  | 35,002     | 2,         | N/A          | N/A          | 35,934    | 4.        | 35,568 Finał A   | 7.      | 7.      | [ 43 ] |
| Carlos Arévalo                                            | K-1 200 m (m)  | 34,452     | 2.         | N/A          | N/A          | 35,207    | 3.        | 35,391 Finał A   | 5.      | 5.      | [ 43 ] |
| Francisco Cubelos Íñigo Peña                              | K-2 1000 m (m) | 3:10,138   | 1.         | N/A          | N/A          | 3:19,133  | 4.        | 3:17,327 Finał A | 6.      | 6.      | [ 43 ] |
| Saúl Craviotto Carlos Arévalo Rodrigo Germade Marcus Walz | K-4 500 m (m)  | 1:21,658   | 1.         | N/A          | N/A          | 1:24,355  | 1.        | 1:22,445 Finał A | 2.      | srebro  | [ 43 ] |
| Cayetano García                                           | C-1 1000 m (m) | 4:34,418   | 4.         | 4:31,929     | 5.           | NQ        | NQ        | NQ               | NQ      | NQ      | [ 43 ] |
| Pablo Martínez                                            | C-1 1000 m (m) | 4:21,729   | 5.         | 4:09,102     | 3.           | NQ        | NQ        | NQ               | NQ      | NQ      | [ 43 ] |
| Cayetano García Pablo Martínez                            | C-2 1000 m (m) | 3:44,947   | 2.         | N/A          | N/A          | 3:28,594  | 4.        | 3:41,572Finał A  | 8.      | 8.      | [ 43 ] |
| Teresa Portela                                            | K-1 200 m (k)  | 40,812     | 1.         | N/A          | N/A          | 38,858    | 4.        | 38,883 Finał A   | 2.      | srebro  | [ 43 ] |
| Isabel Contreras                                          | K-1 500 m (k)  | 1:49,256   | 4.         | 1:51,253     | 1.           | 1:54,535  | 6.        | 1:55,728 Finał C | 3.      | 19.     | [ 43 ] |
| Antía Jácome                                              | C-1 200 m (k)  | 46,691     | 3.         | 45,668       | 1.           | 47,414    | 4.        | 47,226 Finał A   | 5.      | 5.      | [ 43 ] |

### Kajakarstwo górskie
| Zawodnik          | Konkurencja | Eliminacje | Eliminacje | Eliminacje | Eliminacje | Eliminacje | Eliminacje | Półfinały | Półfinały | Finał  | Finał   | Pozycja | Źródło |
| Zawodnik          | Konkurencja | P 1        | M.         | P 2        | M.         | Razem      | M.         | Czas      | Miejsce   | Czas   | Miejsce | Pozycja | Źródło |
| ----------------- | ----------- | ---------- | ---------- | ---------- | ---------- | ---------- | ---------- | --------- | --------- | ------ | ------- | ------- | ------ |
| David Llorente    | K-1 (m)     | 147,62     | 22.        | 95,83      | 14.        | 95,83      | 18.        | 98,26     | 8.        | 150,08 | 10.     | 10.     | [ 44 ] |
| Ander Elosegi     | C-1 (m)     | 103,78     | 8.         | 101,51     | 4.         | 101,51     | 7.         | 103,15    | 3.        | 106,59 | 8.      | 8.      | [ 44 ] |
| Maialen Chourraut | K-1 (k)     | 108,25     | 6.         | 105,13     | 5.         | 105,13     | 5.         | 109,92    | 7.        | 106,63 | 2.      | srebro  | [ 44 ] |
| Núria Vilarrubla  | C-1 (k)     | 118,03     | 9.         | 121,00     | 15.        | 118,03     | 13.        | 119,99    | 8.        | 127,33 | 8.      | 8.      | [ 44 ] |

### Karate
| Zawodnik        | Konkurencja   | Eliminacje | Eliminacje | Eliminacje | Eliminacje | Eliminacje | Finał           | Pozycja | Źródło |
| Zawodnik        | Konkurencja   | 1 kata     | 2 kata     | Średnia    | 3 kata     | Wynik      | Finał           | Pozycja | Źródło |
| --------------- | ------------- | ---------- | ---------- | ---------- | ---------- | ---------- | --------------- | ------- | ------ |
| Sandra Sánchez  | kata kobiet   | 27,26      | 27,60      | 27,43      | 27,86      | 1.         | Shimizu W 28,06 | złoto   | [ 45 ] |
| Damián Quintero | kata mężczyzn | 27,34      | 27,40      | 27,37      | 27,28      | 1.         | Kiyuna P 27,66  | srebro  | [ 46 ] |

### Kolarstwo

#### Kolarstwo szosowe
| Zawodnik                  | Konkurencja                    | Czas    | Pozycja | Źródło |
| ------------------------- | ------------------------------ | ------- | ------- | ------ |
| Gorka Izagirre            | wyścig ze startu wspólnego (m) | 6:11:46 | 23.     | [ 47 ] |
| Jesús Herrada             | wyścig ze startu wspólnego (m) | 6:16:53 | 62.     | [ 47 ] |
| Omar Fraile               | wyścig ze startu wspólnego (m) | DNF     | DNF     | [ 47 ] |
| Alejandro Valverde        | wyścig ze startu wspólnego (m) | 6:15:38 | 42.     | [ 47 ] |
| Ion Izagirre              | wyścig ze startu wspólnego (m) | 6:21:46 | 79.     | [ 47 ] |
| Ion Izagirre              | jazda indywidualna na czas (m) | DNF     | DNF     | [ 47 ] |
| Ane Santesteban           | wyścig ze startu wspólnego (k) | 3:56:04 | 28.     | [ 48 ] |
| Margarita Victoria García | wyścig ze startu wspólnego (k) | 3:54:31 | 12.     | [ 48 ] |
| Margarita Victoria García | jazda indywidualna na czas (k) | 34:39   | 23.     | [ 48 ] |

#### Kolarstwo torowe
Madison
| Zawodnik                     | Konkurencja | Punkty | Punkty  | Punkty  | Punkty  | Pozycja | Źródło |
| Zawodnik                     | Konkurencja | Sprint | Okr.pkt | Okr.pkt | Łącznie | Pozycja | Źródło |
| ---------------------------- | ----------- | ------ | ------- | ------- | ------- | ------- | ------ |
| Zawodnik                     | Konkurencja | Sprint | +       | -       | Łącznie | Pozycja | Źródło |
| Sebastián Mora Albert Torres | mężczyźni   | 14     |         | 0       | 14      | 6.      | [ 49 ] |

Omnium
| Zawodnik      | Konkurencja | Scratch | Scratch | Wyścig tempowy | Wyścig tempowy   | Wyścig tempowy | Wyścig eliminacyjny | Wyścig eliminacyjny | Wyścig punktowy | Wyścig punktowy | Wyścig punktowy | Suma punktów | Pozycja | Źródło |
| Zawodnik      | Konkurencja | Miejsce | Punkty  | Miejsce        | Punkty wyścigowe | Punkty         | Miejsce             | Punkty              | Sprint          | Okrążenia       | Miejsce         | Suma punktów | Pozycja | Źródło |
| ------------- | ----------- | ------- | ------- | -------------- | ---------------- | -------------- | ------------------- | ------------------- | --------------- | --------------- | --------------- | ------------ | ------- | ------ |
| Albert Torres | mężczyźni   | 15.     | 12      | 10.            | 21               | 22             | 7.                  | 28                  | 2               | 20              | 11.             | 84           | 10.     | [ 49 ] |

#### Kolarstwo górskie
| Zawodnik              | Konkurencja       | Czas    | Pozycja | Źródło |
| --------------------- | ----------------- | ------- | ------- | ------ |
| Rocío del Alba García | cross-country (k) | 1:26:32 | 26.     | [ 50 ] |
| David Valero Serrano  | cross-country (m) | 1:25:48 | brąz    | [ 51 ] |
| Jofre Cullell         | cross-country (m) | 1:28:16 | 15.     | [ 51 ] |

### Koszykówka
Turniej kobiet
- Reprezentacja kobiet

| - Cristina Ouviña - Silvia Domínguez - Alba Torrens - Laia Palau - Leonor Rodríguez - Maite Cazorla |  | - Tamara Abalde - Raquel Carrera - Queralt Casas - María Conde - Laura Gil - Astou Ndour |

| Drużyna   | Konkurencja | Faza grupowa           | Faza grupowa     | Faza grupowa     | Faza grupowa | Ćwierćfinały     | Półfinały        | Finał            | Pozycja | Źródło        |
| Drużyna   | Konkurencja | Przeciwnik Wynik       | Przeciwnik Wynik | Przeciwnik Wynik | Pozycja      | Przeciwnik Wynik | Przeciwnik Wynik | Przeciwnik Wynik | Pozycja | Źródło        |
| --------- | ----------- | ---------------------- | ---------------- | ---------------- | ------------ | ---------------- | ---------------- | ---------------- | ------- | ------------- |
| Hiszpania | kobiety     | Korea Południowa 73-69 | Serbia 85-70     | Kanada 76-66     | 1.           | Francja 64-67    | NQ               | NQ               | 6.      | [ 52 ] [ 53 ] |

Turniej mężczyzn
- Reprezentacja mężczyzn

| - Xabier López-Arostegui - Pau Gasol - Rudy Fernández - Sergio Rodríguez - Ricky Rubio - Víctor Claver |  | - Marc Gasol - Willy Hernangómez - Usman Garuba - Alberto Abalde - Álex Abrines - Sergio Llull |

| Drużyna   | Konkurencja | Faza grupowa     | Faza grupowa     | Faza grupowa     | Faza grupowa | Ćwierćfinały            | Półfinały        | Finał            | Pozycja | Źródło        |
| Drużyna   | Konkurencja | Przeciwnik Wynik | Przeciwnik Wynik | Przeciwnik Wynik | Pozycja      | Przeciwnik Wynik        | Przeciwnik Wynik | Przeciwnik Wynik | Pozycja | Źródło        |
| --------- | ----------- | ---------------- | ---------------- | ---------------- | ------------ | ----------------------- | ---------------- | ---------------- | ------- | ------------- |
| Hiszpania | mężczyźni   | Japonia 88-77    | Argentyna 81-71  | Słowenia 87-95   | 2.           | Stany Zjednoczone 81-95 | NQ               | NQ               | 6.      | [ 54 ] [ 55 ] |

### Lekkoatletyka
Konkurencje biegowe
| Zawodnik                                                  | Konkurencja                 | Eliminacje | Eliminacje | Półfinał | Półfinał | Finał    | Finał   | Źródło |
| Zawodnik                                                  | Konkurencja                 | Wynik      | Miejsce    | Wynik    | Miejsce  | Wynik    | Miejsce | Źródło |
| --------------------------------------------------------- | --------------------------- | ---------- | ---------- | -------- | -------- | -------- | ------- | ------ |
| Óscar Husillos                                            | 400 m (m)                   | 48,05      | 7.         | NQ       | NQ       | NQ       | NQ      | [ 56 ] |
| Pablo Sánchez-Valladares                                  | 800 m (m)                   | 1:46,06    | 4.         | NQ       | NQ       | NQ       | NQ      | [ 57 ] |
| Saúl Ordóñez                                              | 800 m (m)                   | 1:45,98    | 5.         | NQ       | NQ       | NQ       | NQ      | [ 57 ] |
| Adrián Ben                                                | 800 m (m)                   | 1:45,30    | 3.         | 1:44,30  | 4.       | 1:45,96  | 5.      | [ 57 ] |
| Ignacio Fontes                                            | 1500 m (m)                  | 3:36,95    | 8.         | 3:34,49  | 5.       | 3:38,56  | 13.     | [ 58 ] |
| Jesús Gómez                                               | 1500 m (m)                  | 3:47,27    | 12.        | 3:44,46  | 12.      | NQ       | NQ      | [ 58 ] |
| Adel Mechaal                                              | 1500 m (m)                  | 3:36,74    | 6.         | 3:32,19  | 4.       | 3:30,77  | 5.      | [ 58 ] |
| Mohamed Katir                                             | 5 000 m (m)                 | 13:30,10   | 1.         | N/A      | N/A      | 13:06,60 | 8.      | [ 60 ] |
| Carlos Mayo                                               | 10 000 m (m)                | N/A        | N/A        | N/A      | N/A      | 28:04,71 | 13.     | [ 61 ] |
| Asier Martínez                                            | 110 m przez płotki(m)       | 13,32      | 1.         | 13,27    | 3.       | 13,22    | 6.      | [ 62 ] |
| Orlando Ortega                                            | 110 m przez płotki(m)       | DNS        | DNS        | DNS      | DNS      | DNS      | DNS     | [ 62 ] |
| Sérgio Fernández                                          | 400 m przez płotki(m)       | 51,51      | 7.         | NQ       | NQ       | NQ       | NQ      | [ 63 ] |
| Fernando Carro                                            | 3000 m z przeszkodami (m)   | DNF        | DNF        | N/A      | N/A      | NQ       | NQ      | [ 64 ] |
| Sebastián Martos                                          | 3000 m z przeszkodami (m)   | 8:23,07    | 8.         | N/A      | N/A      | NQ       | NQ      | [ 64 ] |
| Daniel Arce                                               | 3000 m z przeszkodami (m)   | 8:38,09    | 13.        | N/A      | N/A      | NQ       | NQ      | [ 64 ] |
| Daniel Mateo                                              | maraton (m)                 | N/A        | N/A        | N/A      | N/A      | 2:15:21  | 21.     | [ 65 ] |
| Javi Guerra                                               | maraton (m)                 | N/A        | N/A        | N/A      | N/A      | 2:16:42  | 33.     | [ 65 ] |
| Ayad Lamdassem                                            | maraton (m)                 | N/A        | N/A        | N/A      | N/A      | 2:10:16  | 5.      | [ 65 ] |
| Álvaro Martín                                             | chód na 20 km (m)           | N/A        | N/A        | N/A      | N/A      | 1:21:46  | 4.      | [ 66 ] |
| Diego García                                              | chód na 20 km (m)           | N/A        | N/A        | N/A      | N/A      | 1:21:57  | 6.      | [ 66 ] |
| Miguel Ángel López                                        | chód na 20 km (m)           | N/A        | N/A        | N/A      | N/A      | 1:27:12  | 31.     | [ 66 ] |
| Marc Tur                                                  | chód na 50 km (m)           | N/A        | N/A        | N/A      | N/A      | 3:51:08  | 4.      | [ 67 ] |
| Jesús Ángel García                                        | chód na 50 km (m)           | N/A        | N/A        | N/A      | N/A      | 4:10:03  | 35.     | [ 67 ] |
| Luis Manuel Corchete                                      | chód na 50 km (m)           | N/A        | N/A        | N/A      | N/A      | NQ       | NQ      | [ 67 ] |
| María Isabel Pérez                                        | 100 m (k)                   | 11,51      | 5.         | NQ       | NQ       | NQ       | NQ      | [ 68 ] |
| Jaël Bestué                                               | 200 m (k)                   | 23,19      | 4.         | NQ       | NQ       | NQ       | NQ      | [ 69 ] |
| Aauri Lorena Bokesa                                       | 400 m (k)                   | 51,89      | 4.         | 51,57    | 8.       | NQ       | NQ      | [ 70 ] |
| Natalia Romero                                            | 800 m (k)                   | 2:01,16    | 6.         | 2:01,52  | 8.       | NQ       | NQ      | [ 71 ] |
| Marta Pérez                                               | 1500 m (k)                  | 4:04,76    | 7.         | 4:01,69  | 5.       | 4:00,12  | 9.      | [ 72 ] |
| Esther Guerrero                                           | 1500 m (k)                  | 4:07,08    | 8.         | NQ       | NQ       | NQ       | NQ      | [ 72 ] |
| Lucía Rodríguez                                           | 5000 m (k)                  | 15:26,19   | 15.        | N/A      | N/A      | NQ       | NQ      | [ 73 ] |
| Teresa Errandonea                                         | 100 m przez płotki(k)       | 13,15      | 6.         | NQ       | NQ       | NQ       | NQ      | [ 74 ] |
| Carolina Robles                                           | 3000 m z przeszkodami (k)   | 9:45,37    | 13.        | N/A      | N/A      | 9:50,96  | 14.     | [ 76 ] |
| Elena Loyo                                                | maraton (m)                 | N/A        | N/A        | N/A      | N/A      | 2:34:38  | 29.     | [ 77 ] |
| Marta Galimany                                            | maraton (m)                 | N/A        | N/A        | N/A      | N/A      | 2:35:39  | 37.     | [ 77 ] |
| Laura Méndez Esquer                                       | maraton (m)                 | N/A        | N/A        | N/A      | N/A      | DNF      | DNF     | [ 77 ] |
| María Pérez García                                        | chód na 20 km (k)           | N/A        | N/A        | N/A      | N/A      | 1:30:05  | 4.      | [ 78 ] |
| Raquel González                                           | chód na 20 km (k)           | N/A        | N/A        | N/A      | N/A      | 1:31:57  | 14.     | [ 78 ] |
| Laura García-Caro                                         | chód na 20 km (k)           | N/A        | N/A        | N/A      | N/A      | 1:37:48  | 34.     | [ 78 ] |
| Samuel García Laura Bueno Aauri Lorena Bokesa Bernat Erta | sztafeta mieszana 4 × 400 m | 3:13,29    | 10.        | N/A      | N/A      | NQ       | NQ      | [ 79 ] |

Konkurencje techniczne
| Zawodnik             | Konkurencja        | Kwalifikacje | Kwalifikacje | Finał | Finał   | Źródło |
| Zawodnik             | Konkurencja        | Wynik        | Miejsce      | Wynik | Miejsce | Źródło |
| -------------------- | ------------------ | ------------ | ------------ | ----- | ------- | ------ |
| Lois Maikel Martínez | rzut dyskiem (m)   | 54,69        | 30.          | NQ    | NQ      | [ 80 ] |
| Eusebio Cáceres      | skok w dal (m)     | 7,98         | 9.           | 8,18  | 4.      | [ 81 ] |
| Pablo Torrijos       | trójskok (m)       | 15,87        | 25.          | NQ    | NQ      | [ 82 ] |
| Odel Jainaga         | rzut oszczepem     | 73,11        | 29.          | NQ    | NQ      | [ 83 ] |
| Javier Cienfuegos    | rzut młotem (m)    | 76,91        | 7.           | 76,30 | 10.     | [ 84 ] |
| Laura Redondo Mora   | rzut młotem (k)    | 62,42        | 29.          | NQ    | NQ      | [ 85 ] |
| María Belén Toimil   | pchnięcie kulą (k) | 17,38        | 23.          | NQ    | NQ      | [ 86 ] |
| Fátima Diame         | skok w dal (k)     | 6,32         | 21.          | NQ    | NQ      | [ 87 ] |
| Ana Peleteiro        | trójskok (k)       | 14,62        | 2.           | 14,87 | brąz    | [ 88 ] |

Wieloboje
Dziesięciobój
| Zawodnik    | Konkurencja | 100 m | LJ   | SP    | HJ   | 400 m | 110H  | DT    | PV   | JT    | 1500 m  | Razem | Pozycja | Źródło |
| ----------- | ----------- | ----- | ---- | ----- | ---- | ----- | ----- | ----- | ---- | ----- | ------- | ----- | ------- | ------ |
| Jorge Ureña | Rezultat    | 10,66 | 7,30 | 13,97 | 2,05 | 48,00 | 14,13 | 43,70 | 4,90 | 55,82 | 4:27,82 | 8322  | 9.      | [ 89 ] |
| Jorge Ureña | Punkty      | 938   | 886  | 727   | 850  | 909   | 958   | 740   | 880  | 675   | 759     | 8322  | 9.      | [ 89 ] |

Siedmiobój
| Zawodnik      | Konkurencja | 100 m | HJ   | SP    | 200 m | LJ   | JT    | 800 m   | Razem | Pozycja | Źródło |
| ------------- | ----------- | ----- | ---- | ----- | ----- | ---- | ----- | ------- | ----- | ------- | ------ |
| María Vicente | Rezultat    | 13,44 | 1,77 | 12,70 | 23,50 | 6,18 | 37,04 | 2:16,99 | 6117  | 18.     | [ 90 ] |
| María Vicente | Punkty      | 1059  | 941  | 707   | 1029  | 905  | 611   | 865     | 6117  | 18.     | [ 90 ] |

### Piłka nożna
Turniej mężczyzn
- Reprezentacja mężczyzn

| - Unai Simón - Óscar Mingueza - Marc Cucurella - Pau Torres - Jesús Vallejo - Martín Zubimendi - Marco Asensio - Mikel Merino - Rafa Mir - Dani Ceballos - Mikel Oyarzabal |  | - Eric García - Álvaro Fernández - Carlos Soler - Jon Moncayola - Pedri - Javi Puado - Óscar Gil - Dani Olmo - Juan Miranda - Bryan Gil - Iván Villar |

| Drużyna   | Konkurencja    | Faza grupowa     | Faza grupowa     | Faza grupowa     | Faza grupowa | Ćwierćfinały                 | Półfinały        | Finał mecz o 3. miejsce | Pozycja | Źródło |
| Drużyna   | Konkurencja    | Przeciwnik Wynik | Przeciwnik Wynik | Przeciwnik Wynik | Pozycja      | Przeciwnik Wynik             | Przeciwnik Wynik | Przeciwnik Wynik        | Pozycja | Źródło |
| --------- | -------------- | ---------------- | ---------------- | ---------------- | ------------ | ---------------------------- | ---------------- | ----------------------- | ------- | ------ |
| Hiszpania | turniej kobiet | Egipt 0:0        | Australia 1:0    | Argentyna 1:1    | 1.           | Wybrzeże Kości Słoniowej 5:2 | Japonia 1:0      | Brazylia 1:2            | srebro  | [ 91 ] |

### Piłka ręczna
Turniej kobiet
- Reprezentacja kobiet

| - Marta López Herrero - Carmen Martín - Elisabet Cesáreo - Silvia Navarro - Mercedes Castellanos - Jennifer Gutiérrez Bermejo - Nerea Pena - Lara González Ortega |  | - Soledad López - Alicia Fernández - Almudena Rodríguez - Ainhoa Hernández - Paula Arcos - Alexandrina Cabral - Mireya González |

| Drużyna   | Konkurencja    | Faza grupowa     | Faza grupowa     | Faza grupowa     | Faza grupowa     | Faza grupowa                      | Faza grupowa | Ćwierćfinały     | Półfinały        | Finał mecz o 3. miejsce | Pozycja | Źródło        |
| Drużyna   | Konkurencja    | Przeciwnik Wynik | Przeciwnik Wynik | Przeciwnik Wynik | Przeciwnik Wynik | Przeciwnik Wynik                  | Pozycja      | Przeciwnik Wynik | Przeciwnik Wynik | Przeciwnik Wynik        | Pozycja | Źródło        |
| --------- | -------------- | ---------------- | ---------------- | ---------------- | ---------------- | --------------------------------- | ------------ | ---------------- | ---------------- | ----------------------- | ------- | ------------- |
| Hiszpania | turniej kobiet | Szwecja 24:31    | Francja 28:25    | Brazylia 27:23   | Węgry 25:29      | Rosyjski Komitet Olimpijski 31:34 | 5.           | NQ               | NQ               | NQ                      | 9.      | [ 92 ] [ 93 ] |

Turniej mężczyzn
- Reprezentacja mężczyzn

| - Gonzalo Pérez de Vargas - Eduardo Gurbindo - Jorge Maqueda - Ángel Fernández - Raúl Entrerríos - Alex Dujshebaev - Daniel Sarmiento - Rodrigo Corrales |  | - Julen Aguinagalde - Ferran Solé - Adrian Figueras Trejo - Viran Morros - Antonio García Robledo - Aleix Gómez - Gedeón Guardiola - Miguel Sánchez-Migallón |

| Drużyna   | Konkurencja      | Faza grupowa     | Faza grupowa     | Faza grupowa     | Faza grupowa     | Faza grupowa     | Faza grupowa | Ćwierćfinały     | Półfinały        | Finał mecz o 3. miejsce | Pozycja | Źródło        |
| Drużyna   | Konkurencja      | Przeciwnik Wynik | Przeciwnik Wynik | Przeciwnik Wynik | Przeciwnik Wynik | Przeciwnik Wynik | Pozycja      | Przeciwnik Wynik | Przeciwnik Wynik | Przeciwnik Wynik        | Pozycja | Źródło        |
| --------- | ---------------- | ---------------- | ---------------- | ---------------- | ---------------- | ---------------- | ------------ | ---------------- | ---------------- | ----------------------- | ------- | ------------- |
| Hiszpania | turniej mężczyzn | Niemcy 28:27     | Norwegia 28:27   | Brazylia 32:25   | Francja 31:36    | Argentyna 36:27  | 2.           | Szwecja 34:33    | Dania 23:27      | Egipt 33:31             | brąz    | [ 94 ] [ 95 ] |

### Piłka wodna
Turniej kobiet
- Reprezentacja kobiet

| - Marta Bach - Anna Espar - Clara Espar - Laura Ester - Judith Forca - Maica García - Irene González |  | - Paula Leitón - Beatriz Ortiz - Pili Peña - Elena Ruiz - Elena Sánchez - Roser Tarragó |

| Drużyna   | Konkurencja    | Faza grupowa           | Faza grupowa     | Faza grupowa     | Faza grupowa     | Faza grupowa | Ćwierćfinały     | Półfinały        | Finał mecz o 3. miejsce | Pozycja | Źródło                      |
| Drużyna   | Konkurencja    | Przeciwnik Wynik       | Przeciwnik Wynik | Przeciwnik Wynik | Przeciwnik Wynik | Pozycja      | Przeciwnik Wynik | Przeciwnik Wynik | Przeciwnik Wynik        | Pozycja | Źródło                      |
| --------- | -------------- | ---------------------- | ---------------- | ---------------- | ---------------- | ------------ | ---------------- | ---------------- | ----------------------- | ------- | --------------------------- |
| Hiszpania | turniej kobiet | Południowa Afryka 29:4 | Kanada 14:10     | Holandia 13:14   | Australia 15:9   | 1.           | Chiny 11:7       | Węgry 8:6        | Stany Zjednoczone 5:14  | srebro  | [ 96 ] [ 97 ] [ 98 ] [ 99 ] |

Turniej mężczyzn
- Reprezentacja mężczyzn

| - Daniel López - Alberto Munárriz - Álvaro Granados - Bernat Sanahuja - Miguel de Toro - Marc Larumbe - Martin Famera |  | - Francisco Fernández - Roger Tahull - Felipe Perrone - Blai Mallarach - Alejandro Bustos - Unai Aguirre |

| Drużyna   | Konkurencja      | Faza grupowa     | Faza grupowa     | Faza grupowa     | Faza grupowa     | Faza grupowa     | Faza grupowa | Ćwierćfinały           | Półfinały        | Finał mecz o 3. miejsce | Pozycja | Źródło                          |
| Drużyna   | Konkurencja      | Przeciwnik Wynik | Przeciwnik Wynik | Przeciwnik Wynik | Przeciwnik Wynik | Przeciwnik Wynik | Pozycja      | Przeciwnik Wynik       | Przeciwnik Wynik | Przeciwnik Wynik        | Pozycja | Źródło                          |
| --------- | ---------------- | ---------------- | ---------------- | ---------------- | ---------------- | ---------------- | ------------ | ---------------------- | ---------------- | ----------------------- | ------- | ------------------------------- |
| Hiszpania | turniej mężczyzn | Serbia 13:12     | Czarnogóra 8:6   | Kazachstan 16:4  | Australia 16:5   | Chorwacja 8:4    | 1.           | Stany Zjednoczone 12:8 | Serbia 9:10      | Węgry 5:9               | 4.      | [ 100 ] [ 101 ] [ 102 ] [ 103 ] |

### Pływanie
| Zawodnik                                                 | Konkurencja                     | Eliminacje | Eliminacje | Półfinał | Półfinał | Finał     | Finał   | Źródło                  |
| Zawodnik                                                 | Konkurencja                     | Czas       | Miejsce    | Czas     | Miejsce  | Czas      | Miejsce | Źródło                  |
| -------------------------------------------------------- | ------------------------------- | ---------- | ---------- | -------- | -------- | --------- | ------- | ----------------------- |
| Hugo González                                            | 100 m grzbietowym (m)           | 53,45      | 9.         | 53,05    | 4.       | 52,78     | 6.      | [ 104 ] [ 105 ] [ 106 ] |
| Nicolás García                                           | 200 m grzbietowym (m)           | 1:57,62    | 13.        | 1:56,35  | 3.       | 1:59,06   | 8.      | [ 107 ] [ 108 ] [ 109 ] |
| Hugo González                                            | 200 m zmiennym (m)              | 1:57,61    | 11.        | 1:57,96  | 11.      | NQ        | NQ      | [ 110 ] [ 111 ] [ 112 ] |
| Joan Lluís Pons                                          | 400 m zmiennym (m)              | 4:12,67    | 15.        | N/A      | N/A      | NQ        | NQ      | [ 113 ] [ 114 ]         |
| Alberto Martínez                                         | 10 km (m)                       | N/A        | N/A        | N/A      | N/A      | 1:53:16,4 | 18.     | [ 115 ]                 |
| Lidón Muñoz del Campo                                    | 50 m dowolnym (k)               | 25,10      | 23.        | NQ       | NQ       | NQ        | NQ      | [ 116 ] [ 117 ] [ 118 ] |
| Lidón Muñoz                                              | 100 m dowolnym (k)              | 54,97      | 27.        | NQ       | NQ       | NQ        | NQ      | [ 119 ] [ 120 ] [ 121 ] |
| Mireia Belmonte                                          | 800 m dowolnym (k)              | 8:26,71    | 14.        | N/A      | N/A      | NQ        | NQ      | [ 122 ] [ 123 ]         |
| Jimena Pérez                                             | 800 m dowolnym (k)              | 8:33,98    | 21.        | N/A      | N/A      | NQ        | NQ      | [ 122 ] [ 123 ]         |
| Mireia Belmonte                                          | 1500 m dowolnym (k)             | 16:11,68   | 15.        | N/A      | N/A      | NQ        | NQ      | [ 124 ] [ 125 ]         |
| Jimena Pérez                                             | 1500 m dowolnym (k)             | 16:15,99   | 18.        | N/A      | N/A      | NQ        | NQ      | [ 124 ] [ 125 ]         |
| África Zamorano                                          | 200 m grzbietowym (k)           | 2:10,72    | 14.        | 2:10,42  | 13.      | NQ        | NQ      | [ 126 ] [ 127 ] [ 128 ] |
| Jessica Vall                                             | 100 m klasycznym (k)            | 1:07,07    | 18.        | NQ       | NQ       | NQ        | NQ      | [ 129 ] [ 130 ] [ 131 ] |
| Jessica Vall                                             | 200 m klasycznym (k)            | 2:23,31    | 10.        | 2:24,87  | 13.      | NQ        | NQ      | [ 132 ] [ 133 ] [ 134 ] |
| Marina García Urzainqui                                  | 200 m klasycznym (k)            | 2:26,21    | 22.        | NQ       | NQ       | NQ        | NQ      | [ 132 ] [ 133 ] [ 134 ] |
| África Zamorano                                          | 200 m zmiennym (k)              | 2:13,81    | 20.        | NQ       | NQ       | NQ        | NQ      | [ 135 ] [ 136 ] [ 137 ] |
| Mireia Belmonte                                          | 400 m zmiennym (k)              | 4:35,88    | 4.         | N/A      | N/A      | 4:35,13   | 4.      | [ 138 ] [ 139 ]         |
| Paula Ruiz                                               | 10 km (k)                       | N/A        | N/A        | N/A      | N/A      | 2:03:17,6 | 16.     | [ 140 ]                 |
| África Zamorano Jessica Vall Mireia Belmonte Lidón Muñoz | sztafeta 4 × 100 m zmiennym (k) | 4:04,14    | 16.        | N/A      | N/A      | NQ        | NQ      | [ 141 ] [ 142 ]         |

### Pływanie synchroniczne
| Zawodnik | Konkurencja | Eliminacje       | Eliminacje    | Eliminacje | Eliminacje | Finał            | Finał         | Finał    | Finał   | Źródło                  |
| Zawodnik | Konkurencja | Runda techniczna | Runda dowolna | Razem      | Miejsce    | Runda techniczna | Runda dowolna | Razem    | Miejsce | Źródło                  |
| Zawodnik | Konkurencja | Punkty           | Punkty        | Punkty     | Miejsce    | Punkty           | Punkty        | Punkty   | Miejsce | Źródło                  |
| --- | ----------- | ---------------- | ------------- | ---------- | ---------- | ---------------- | ------------- | -------- | ------- | ----------------------- |
| Alisa Ożogina Iris Tio                                                                                       | Duety       | 88,3000          | 86,9281       | 175,2281   | 11.        | 86,9281          | 88,6667       | 175,5948 | 10.     | [ 143 ] [ 144 ] [ 145 ] |
| Ona Carbonell Berta Ferreras Meritxell Mas Alisa Ożogina Paula Ramirez Sara Saldana Iris Tió Blanca Toledano | Drużyny     | N/A              | N/A           | N/A        | N/A        | 90,3780          | 91,5333       | 181,9113 | 7.      | [ 146 ] [ 147 ]         |

### Podnoszenie ciężarów
| Zawodnik       | Konkurencja      | Rwanie | Rwanie  | Podrzut | Podrzut | Razem  | Pozycja | Źródło  |
| Zawodnik       | Konkurencja      | Wynik  | Pozycja | Wynik   | Pozycja | Razem  | Pozycja | Źródło  |
| -------------- | ---------------- | ------ | ------- | ------- | ------- | ------ | ------- | ------- |
| David Sánchez  | -73 kg mężczyzn  | 146 kg | 9.      | 177 kg  | 9.      | 323 kg | 10.     | [ 148 ] |
| Andrés Mata    | -81 kg mężczyzn  | 158 kg | 10.     | 189 kg  | 8.      | 347 kg | 8.      | [ 148 ] |
| Marcos Ruiz    | +109 kg mężczyzn | 180 kg | 5.      | 215 kg  | 9.      | 395 kg | 8.      | [ 148 ] |
| Lidia Valentín | -87 kg kobiet    | 103 kg | 9.      | 122 kg  | 11.     | 225 kg | 10.     | [ 148 ] |

### Siatkówka

#### Siatkówka plażowa
| Zawodnik                            | Konkurencja      | Faza grupowa                               | Faza grupowa                      | Faza grupowa                            | Pozycja | Play-off                               | 1/8                                        | Ćwierćfinały     | Półfinały        | Finał            | Finał   | Źródło  |
| Zawodnik                            | Konkurencja      | Przeciwnik Wynik                           | Przeciwnik Wynik                  | Przeciwnik Wynik                        | Pozycja | Przeciwnik Wynik                       | Przeciwnik Wynik                           | Przeciwnik Wynik | Przeciwnik Wynik | Przeciwnik Wynik | Pozycja | Źródło  |
| ----------------------------------- | ---------------- | ------------------------------------------ | --------------------------------- | --------------------------------------- | ------- | -------------------------------------- | ------------------------------------------ | ---------------- | ---------------- | ---------------- | ------- | ------- |
| Pablo Herrera Allepuz Adrián Gavira | turniej mężczyzn | Siemionow Leszukow 0:2 (19:21, 20:22)      | Mol Sørum 0:2 (17:21, 22:24)      | McHugh Schumann 2:0 (21:16, 21:16)      | 3.      | Kantor Łosiak 2:1 (31:29, 19:21, 15:7) | Krasilnikow Stojanowski 0:2 (20:22, 17:21) | NQ               | NQ               | NQ               | 9.      | [ 149 ] |
| Liliana Fernández Elsa Baquerizo    | turniej kobiet   | Keizer Meppelink 2:1 (19:21, 21:18, 16:14) | Ross Klinemann 0:2 (13:21, 16:21) | Xue Chen Wang Xinxin 0:2 (13:21, 10:21) | 3.      | Ishii Murakami 2:0 (21:15, 21:10)      | Pavan Humana-Paredes 0:2 (13:21, 13:21)    | NQ               | NQ               | NQ               | 9.      | [ 149 ] |

### Skateboarding
| Zawodnik        | Konkurencja | Eliminacje | Eliminacje | Eliminacje | Eliminacje | Finał | Finał | Finał | Pozycja | Źródło  |
| Zawodnik        | Konkurencja | 1          | 2          | 3          | Wynik      | 1     | 2     | 3     | Pozycja | Źródło  |
| --------------- | ----------- | ---------- | ---------- | ---------- | ---------- | ----- | ----- | ----- | ------- | ------- |
| Danny León      | park (m)    | 52,40      | 72,24      | 23,35      | 72,24      | NQ    | NQ    | NQ    | 9.      | [ 150 ] |
| Jaime Mateu     | park (m)    | 54,66      | 48,51      | 69,18      | 69,18      | NQ    | NQ    | NQ    | 10.     | [ 150 ] |
| Julia Benedetti | park (k)    | 27,76      | 27,50      | 22,31      | 27,76      | NQ    | NQ    | NQ    | 16.     | [ 151 ] |

| Zawodnik       | Konkurencja | Eliminacje | Eliminacje | Finał  | Finał   | Źródło  |
| Zawodnik       | Konkurencja | Punkty     | Miejsce    | Punkty | Miejsce | Źródło  |
| -------------- | ----------- | ---------- | ---------- | ------ | ------- | ------- |
| Andrea Benítez | street (k)  | 5,96       | 15.        | NQ     | NQ      | [ 152 ] |

### Skoki do wody
| Zawodniczka     | Konkurencja                      | Preeliminacje | Preeliminacje | Półfinał | Półfinał | Finał  | Finał   | Źródło                  |
| Zawodniczka     | Konkurencja                      | Punkty        | Miejsce       | Punkty   | Miejsce  | Punkty | Miejsce | Źródło                  |
| --------------- | -------------------------------- | ------------- | ------------- | -------- | -------- | ------ | ------- | ----------------------- |
| Nicolás García  | trampolina 3 m indywidualnie (m) | 382,60        | 19.           | NQ       | NQ       | NQ     | NQ      | [ 153 ] [ 154 ] [ 155 ] |
| Alberto Arévalo | trampolina 3 m indywidualnie (m) | 322,85        | 26.           | NQ       | NQ       | NQ     | NQ      | [ 153 ] [ 154 ] [ 155 ] |

### Strzelectwo
| Zawodnik                        | Konkurencja | Kwalifikacje | Kwalifikacje | Finał | Finał   | Źródło                  |
| Zawodnik                        | Konkurencja | Wynik        | Pozycja      | Wynik | Pozycja | Źródło                  |
| ------------------------------- | ----------- | ------------ | ------------ | ----- | ------- | ----------------------- |
| Alberto Fernández               | trap (m)    | 122+6        | 9.           | NQ    | NQ      | [ 156 ] [ 157 ]         |
| Fátima Gálvez                   | trap (k)    | 116          | 14.          | NQ    | NQ      | [ 158 ] [ 159 ]         |
| Fátima Gálvez Alberto Fernández | trap mikst  | 148(+1)      | 1.           | 41    | złoto   | [ 160 ] [ 161 ] [ 162 ] |

### Szermierka
| Zawodnik        | Konkurencja              | 1/32             | 1/16                | 1/8              | Ćwierćfinały     | Półfinały        | Finał/o 3. miejsce | Finał/o 3. miejsce | Źródło  |
| Zawodnik        | Konkurencja              | Przeciwnik Wynik | Przeciwnik Wynik    | Przeciwnik Wynik | Przeciwnik Wynik | Przeciwnik Wynik | Przeciwnik Wynik   | Pozycja            | Źródło  |
| --------------- | ------------------------ | ---------------- | ------------------- | ---------------- | ---------------- | ---------------- | ------------------ | ------------------ | ------- |
| Carlos Llavador | floret indywidualnie (m) | Bye              | Choupenitch P 11-15 | NQ               | NQ               | NQ               | NQ                 | 23.                | [ 163 ] |

### Taekwondo
| Zawodnik       | Konkurencja     | 1/8               | Ćwierćfinał      | Półfinał         | Repesaż          | Finał/3. miejsce       | Finał/3. miejsce | Źródło  |
| Zawodnik       | Konkurencja     | Przeciwnik Wynik  | Przeciwnik Wynik | Przeciwnik Wynik | Przeciwnik Wynik | Przeciwnik Wynik       | Pozycja          | Źródło  |
| -------------- | --------------- | ----------------- | ---------------- | ---------------- | ---------------- | ---------------------- | ---------------- | ------- |
| Adrián Vicente | -58 kg mężczyzn | Bragança W 24-9   | Jang Jun P 19-24 | NQ               | NQ               | NQ                     | 9.               | [ 164 ] |
| Javier Pérez   | -68 kg mężczyzn | Wael P 20-22      | NQ               | NQ               | NQ               | NQ                     | 12.              | [ 165 ] |
| Raúl Martínez  | -80 kg mężczyzn | Kanaet P 15-21    | NQ               | NQ               | NQ               | NQ                     | 11.              | [ 166 ] |
| Adriana Cerezo | -49 kg kobiet   | Bogdanović W 12-4 | Wu Jingyu W 33-2 | Yıldırım W 39-19 | N/A              | Wongpattanakit P 10-11 | srebro           | [ 167 ] |

### Tenis stołowy
| Zawodnik      | Konkurencja        | Eliminacje       | Runda 1          | Runda 2           | Runda 3          | 1/8 finału       | Ćwierćfinały     | Półfinały        | Finał            | Finał   | Źródło  |
| Zawodnik      | Konkurencja        | Przeciwnik Wynik | Przeciwnik Wynik | Przeciwnik Wynik  | Przeciwnik Wynik | Przeciwnik Wynik | Przeciwnik Wynik | Przeciwnik Wynik | Przeciwnik Wynik | Pozycja | Źródło  |
| ------------- | ------------------ | ---------------- | ---------------- | ----------------- | ---------------- | ---------------- | ---------------- | ---------------- | ---------------- | ------- | ------- |
| Álvaro Robles | gra pojedyncza (m) | N/A              | Alto W 4-1       | Jorgić P 3-4      | NQ               | NQ               | NQ               | NQ               | NQ               | 33.     | [ 168 ] |
| María Xiao    | gra pojedyncza (k) | N/A              | Ławrowa W 4-1    | Soo Wai Yam W 4-2 | Tianwei P 1-4    | NQ               | NQ               | NQ               | NQ               | 17.     | [ 169 ] |
| Galia Dvorak  | gra pojedyncza (k) | N/A              | Juan Liu P 1-4   | NQ                | NQ               | NQ               | NQ               | NQ               | NQ               | 49.     | [ 169 ] |

### Tenis ziemny
| Zawodnik                                        | Konkurencja | Pierwsza runda                   | Druga runda                           | Trzecia runda                               | Ćwierćfinały                   | Półfinały                  | Finał                         | Finał   | Źródło  |
| Zawodnik                                        | Konkurencja | Przeciwnik Wynik                 | Przeciwnik Wynik                      | Przeciwnik Wynik                            | Przeciwnik Wynik               | Przeciwnik Wynik           | Przeciwnik Wynik              | Pozycja | Źródło  |
| ----------------------------------------------- | ----------- | -------------------------------- | ------------------------------------- | ------------------------------------------- | ------------------------------ | -------------------------- | ----------------------------- | ------- | ------- |
| Pablo Carreño-Busta                             | singiel (m) | Sandgren W 2-0 (7:5, 6:2)        | Čilić W 2-1 (5:7, 6:4, 6:4)           | Koepfer W 2-0 (7:6, 6:3)                    | Miedwiediew W 2-0 (6:2, 7:6)   | Chaczanow P 0-2 (3:6, 3:6) | Đoković W 2-1 (6:4, 6:7, 6:3) | brąz    | [ 170 ] |
| Alejandro Davidovich Fokina                     | singiel (m) | Sousa W 2-0 (6:3, 6:0)           | Millman W 2-1 (6:4, 6:7, 6:3)         | Đoković P 0-2 (3:6, 1:6)                    | NQ                             | NQ                         | NQ                            | 9.      | [ 170 ] |
| Roberto Carballés Baena                         | singiel (m) | Basilaszwili P 0-2 (3:6, 2:6)    | NQ                                    | NQ                                          | NQ                             | NQ                         | NQ                            | 33.     | [ 170 ] |
| Pablo Andújar                                   | singiel (m) | Humbert P 0-2 (6:7, 1:6)         | NQ                                    | NQ                                          | NQ                             | NQ                         | NQ                            | 33.     | [ 170 ] |
| Pablo Andújar Roberto Carballés Baena           | debel (m)   | N/A                              | Musetti Sonego P 0-2 (5:7, 4:6)       | NQ                                          | NQ                             | NQ                         | NQ                            | 17.     | [ 171 ] |
| Pablo Carreño-Busta Alejandro Davidovich Fokina | debel (m)   | N/A                              | Cabal Farah P 0-2 (2:6, 4:6)          | NQ                                          | NQ                             | NQ                         | NQ                            | 17.     | [ 171 ] |
| Garbiñe Muguruza                                | singiel (k) | Kudiermietowa W 2-0 (7:5, 7:5)   | Wang Qiang W 2-0 (6:3, 6:0)           | Van Uytvanck W 2-0 (6:4, 6:1)               | Rybakina P 0-2 (5:7, 1:6)      | NQ                         | NQ                            | 5.      | [ 172 ] |
| Paula Badosa                                    | singiel (k) | Mladenovic W 2-1 (6:7, 6:3, 6:0) | Świątek W 2-0 (6:3, 7:6)              | Podoroska W 2-0 (6:2, 6:3)                  | Vondroušová P 0-1 (3:6, krecz) | NQ                         | NQ                            | 5.      | [ 172 ] |
| Sara Sorribes Tormo                             | singiel (k) | Barty W 2-0 (6:4, 6:3)           | Ferro W 2- (6:1, 6:4)                 | Pawluczenkowa P 0-2 (1:6, 3:6)              | NQ                             | NQ                         | NQ                            | 9.      | [ 172 ] |
| Carla Suárez Navarro                            | singiel (k) | Dżabir W 2-0 (6:4, 6:1)          | Plíšková P 1-2 (3:6, 7:6, 1:6)        | NQ                                          | NQ                             | NQ                         | NQ                            | 17.     | [ 172 ] |
| Paula Badosa Sara Sorribes Tormo                | debel (k)   | N/A                              | Olmos Zarazúa W 2-1 (6:2, 6:7, 10:7)  | Krejčíková Siniaková P 1-2 (2:6, 7:5, 5:10) | NQ                             | NQ                         | NQ                            | 9.      | [ 173 ] |
| Garbiñe Muguruza Carla Suárez Navarro           | debel (k)   | N/A                              | Mertens Van Uytvanck W 2-0 (6:3, 7:6) | Bencic Golubic P 1-2 (6:3, 1:6, 9:11)       | NQ                             | NQ                         | NQ                            | 9.      | [ 173 ] |

### Triathlon
| Zawodnik                                              | Konkurencja | Pływanie                | Zmiana 1            | Jazda na rowerze        | Zmiana 2            | Bieg                    | Czas             | Pozycja          | Źródło  |
| ----------------------------------------------------- | ----------- | ----------------------- | ------------------- | ----------------------- | ------------------- | ----------------------- | ---------------- | ---------------- | ------- |
| Miriam Casillas                                       | kobiety     | 19:46                   | 0:42                | 1:04:50                 | 0:34                | 36:00                   | 2:01:52          | 21.              | [ 174 ] |
| Anna Godoy                                            | kobiety     | 20:12                   | 0:044               | okrążenie straty        | okrążenie straty    | okrążenie straty        | okrążenie straty | okrążenie straty | [ 174 ] |
| Mario Mola                                            | mężczyźni   | 18:21                   | 0:38                | 56:06                   | 0:30                | 30:38                   | 1:46:13          | 10.              | [ 175 ] |
| Fernando Alarza                                       | mężczyźni   | 18:20                   | 0:38                | 56:09                   | 0:33                | 30:42                   | 1:46:22          | 12.              | [ 175 ] |
| Anna Godoy Fernando Alarza Miriam Casillas Mario Mola | sztafeta    | 03:46 04:05 04:33 04:05 | 0:40 0:39 0:38 0:36 | 10:38 09:51 10:50 09:51 | 0:31 0:26 0:31 0:27 | 06:33 05:32 06:50 05:29 | 1:26:31          | 10.              | [ 176 ] |

### Wioślarstwo
| Zawodnik                                   | Konkurencja | Eliminacje | Eliminacje | Repesaż | Repesaż | Półfinały | Półfinały | Finał           | Finał | Miejsce | Źródło  |
| Zawodnik                                   | Konkurencja | Czas       | M.         | Czas    | M.      | Czas      | M.        | Czas            | M.    | Miejsce | Źródło  |
| ------------------------------------------ | ----------- | ---------- | ---------- | ------- | ------- | --------- | --------- | --------------- | ----- | ------- | ------- |
| Jaime Canalejo Pazos Javier García Ordóñez | M2-         | 6:53,33    | 4.         | 6:47,06 | 1.      | 6:16,25   | 3.        | 6:25,25 Finał A | 6.    | 6.      | [ 177 ] |
| Caetano Horta Manel Balastegui             | LM2x        | 6:38,72    | 4.         | 6:45,71 | 2.      | 6:15,49   | 5.        | 6:15,45 Finał B | 1.    | 7.      | [ 178 ] |
| Aina Cid Virginia Díaz Rivas               | W2-         | 7:23,14    | 3.         | N/A     | N/A     | 6:50,63   | 3.        | 7:00,05 Finał A | 6.    | 6.      | [ 179 ] |

### Wspinaczka sportowa
| Zawodnik            | Konkurencja | Kwalifikacje           | Kwalifikacje | Kwalifikacje | Kwalifikacje | Kwalifikacje | Finał                  | Finał      | Finał       | Finał  | Pozycja | Źródło          |
| Zawodnik            | Konkurencja | Wyniki                 | Wyniki       | Wyniki       | Punkty       | Miejsce      | Wyniki                 | Wyniki     | Wyniki      | Punkty | Pozycja | Źródło          |
| Zawodnik            | Konkurencja | Wspinaczka na szybkość | Bouldering   | Prowadzenie  | Punkty       | Miejsce      | Wspinaczka na szybkość | Bouldering | Prowadzenie | Punkty | Pozycja | Źródło          |
| ------------------- | ----------- | ---------------------- | ------------ | ------------ | ------------ | ------------ | ---------------------- | ---------- | ----------- | ------ | ------- | --------------- |
| Alberto Ginés López | mężczyźni   | 7                      | 14           | 3            | 294          | 6.           | 1                      | 7          | 4           | 28     | złoto   | [ 180 ] [ 181 ] |

### Żeglarstwo
Kobiety
| Zawodnik                       | Konkurencja  | Wyścig | Wyścig | Wyścig | Wyścig | Wyścig | Wyścig | Wyścig | Wyścig | Wyścig | Wyścig | Wyścig | Wyścig | Wyścig | Punkty | Finałowa pozycja | Źródło  |
| Zawodnik                       | Konkurencja  | 1      | 2      | 3      | 4      | 5      | 6      | 7      | 8      | 9      | 10     | 11     | 12     | M*     | Punkty | Finałowa pozycja | Źródło  |
| ------------------------------ | ------------ | ------ | ------ | ------ | ------ | ------ | ------ | ------ | ------ | ------ | ------ | ------ | ------ | ------ | ------ | ---------------- | ------- |
| Cristina Pujol                 | Laser Radial | 1      | 23     | 23     | 28     | 24     | 26     | 30     | 33     | 20     | 4      | N/A    | N/A    | NQ     | 179    | 23.              | [ 182 ] |
| Támara Echegoyen Paula Barceló | 49erFX       | 2      | 10     | 22 UFD | 2      | 3      | 3      | 13     | 4      | 5      | 19     | 12     | 4      | 12     | 89     | 4.               | [ 183 ] |
| Silvia Mas Patricia Cantero    | 470          | 11     | 13     | 3      | 6      | 14     | 15     | 8      | 17     | 1      | 10     | N/A    | N/A    | NQ     | 81     | 11.              | [ 184 ] |
| Blanca Manchón                 | RS:X         | 7      | 7      | 12     | 14     | 13     | 16     | 14     | 9      | 14     | 14     | 10     | 10     | NQ     | 124    | 11.              | [ 185 ] |

Mężczyźni
| Zawodnik                                  | Konkurencja | Wyścig | Wyścig | Wyścig | Wyścig | Wyścig | Wyścig | Wyścig | Wyścig | Wyścig | Wyścig | Wyścig | Wyścig | Wyścig | Punkty | Finałowa pozycja | Źródło  |
| Zawodnik                                  | Konkurencja | 1      | 2      | 3      | 4      | 5      | 6      | 7      | 8      | 9      | 10     | 11     | 12     | M*     | Punkty | Finałowa pozycja | Źródło  |
| ----------------------------------------- | ----------- | ------ | ------ | ------ | ------ | ------ | ------ | ------ | ------ | ------ | ------ | ------ | ------ | ------ | ------ | ---------------- | ------- |
| Joel Rodríguez                            | Laser       | 21     | 4      | 23     | 13     | 9      | 25     | 9      | 10     | 27     | 21     | N/A    | N/A    | NQ     | 135    | 16.              | [ 186 ] |
| Joan Cardona Méndez                       | Finn        | 3      | 3      | 5      | 3      | 2      | 3      | 13     | 7      | 5      | 8      | N/A    | N/A    | 12     | 51     | brąz             | [ 187 ] |
| Jordi Xammar Nicolás Rodríguez García-Paz | 470         | 10     | 1      | 10     | 6      | 14     | 1      | 3      | 2      | 5      | 7      | N/A    | N/A    | 10     | 55     | brąz             | [ 188 ] |
| Diego Botín Iago López                    | 49er        | 5      | 1      | 2      | 5      | 4      | 10     | 15     | 2      | 5      | 4      | 12     | 6      | 14     | 70     | 4.               | [ 189 ] |
| Ángel Granda Roque                        | RS:X        | 2      | 3      | 13     | 14     | 12     | 15     | 15     | 9      | 10     | 18     | 7      | 8      | 10     | 118    | 10.              | [ 190 ] |

Open
| Zawodnik                     | Konkurencja | Wyścig | Wyścig | Wyścig | Wyścig | Wyścig | Wyścig | Wyścig | Wyścig | Wyścig | Wyścig | Wyścig | Wyścig | Wyścig | Punkty | Finałowa pozycja | Źródło  |
| Zawodnik                     | Konkurencja | 1      | 2      | 3      | 4      | 5      | 6      | 7      | 8      | 9      | 10     | 11     | 12     | M*     | Punkty | Finałowa pozycja | Źródło  |
| ---------------------------- | ----------- | ------ | ------ | ------ | ------ | ------ | ------ | ------ | ------ | ------ | ------ | ------ | ------ | ------ | ------ | ---------------- | ------- |
| Tara Pacheco Florián Trittel | Nacra 17    | 4      | 6      | 6      | 10     | 6      | 3      | 7      | 1      | 7      | 9      | 13     | 3      | 14     | 76     | 6.               | [ 191 ] |

M = Wyścig medalowy